# دائرة حدود الدولة (أذربيجان)
دائرة حدود الدولة (بالأذرية: Dövlət Sərhəd Xidməti)، اسست بموجب مرسوم رقم 740 من رئيس جمهورية أذربيجان بتاريخ 31 يوليو عام 2002، وهي الهيئة التنفيذية المركزية التي تمارس الصلاحيات المحددة بتشريعات جمهورية أذربيجان.

## تاريخها
بدأت قوات الحدود بالعمل داخل الوزارة العسكرية التي تأسست بقرار من الحكومة الوطنية عام 1919.
بعد إنشاء جمهورية أذربيجان الديمقراطية. عملت دائرة الحدود كهيكل للجنة أمن الدولة خلال الاتحاد السوفيتي.
تستند دائرة حدود الدولة في أنشطتها إلى مبادئ احترام حقوق الإنسان والحقوق المدنية والحريات، وسيادة القانون، والنزعة الإنسانية، وتنظيم القوات المسلحة.
افتتح متحف ضحايا القمع السياسي في المبنى الإداري لدائرة حدود الدولة لجمهورية أذربيجان
في 24 مايو عام 2019.

## واجباتها
- ضمان الحصانة والحماية للحدود الدولة لجمهورية أذربيجان.
- أداء المهام الرئيسية في الحالات وبالطريقة المنصوص عليها في تشريعات جمهورية أذربيجان.
- أداء المهام الأخرى وفقا لتشريعات دائرة حدود الدولة.